# Journey to the West
Journey to the West es la banda sonora del escenario musical Monkey: Journey to the West y fue compuesta por el músico inglés Damon Albarn (de Blur y Gorillaz) con el conjunto chino del RU. La banda sonora en sí sólo se basa en eso, pero no una grabación directa del musical. El álbum fue lanzado como un CD, descarga digital y un disco de vinilo en el Reino Unido en 18 de agosto de 2008 por XL Recordings. En los Estados Unidos un día después en descarga digital, y después como un CD en 23 de septiembre de 2008.

## Lista de canciones
| N.º | Título                     | Duración |  |
| 1.  | «Monkey's World»           | 2:34     |  |
| 2.  | «Monkey Travels»           | 0:45     |  |
| 3.  | «Into the Eastern Sea»     | 0:35     |  |
| 4.  | «The Living Sea»           | 1:54     |  |
| 5.  | «The Dragon King»          | 2:19     |  |
| 6.  | «Iron Rod»                 | 1:06     |  |
| 7.  | «Out of the Eastern Sea»   | 1:05     |  |
| 8.  | «Heavenly Peach Banquet»   | 3:32     |  |
| 9.  | «Battle Into Heaven»       | 3:30     |  |
| 10. | «O Mi to Fu»               | 0:57     |  |
| 11. | «Whisper»                  | 2:17     |  |
| 12. | «Tripitaka's Curse»        | 1:22     |  |
| 13. | «Confessions of a Pig»     | 3:21     |  |
| 14. | «Sandy the River Demon»    | 2:16     |  |
| 15. | «March of the Volunteers»  | 1:52     |  |
| 16. | «The White Skeleton Demon» | 1:34     |  |
| 17. | «Monk's Song»              | 1:46     |  |
| 18. | «I Love Buddha»            | 2:43     |  |
| 19. | «March of the Iron Army»   | 2:45     |  |
| 20. | «Pigsy in Space»           | 2:16     |  |
| 21. | «Monkey Bee»               | 5:01     |  |
| 22. | «Disappearing Volcano»     | 6:09     |  |

| Edición japonesa |                           |          |  |
| N.º              | Título                    | Duración |  |
| 23.              | «Monkey Bee» (radio edit) | 3:10     |  |
| 24.              | «Journey to Beijing»      | 2:01     |  |

| Art box set edition |                               |          |  |
| N.º                 | Título                        | Duración |  |
| 1.                  | «5 Point Star»                | 6:01     |  |
| 2.                  | «Monkey's World»              | 2:34     |  |
| 3.                  | «Monkey Travels»              | 0:45     |  |
| 4.                  | «Into the Eastern Sea»        | 0:35     |  |
| 5.                  | «The Living Sea Introduction» | 0:45     |  |
| 6.                  | «The Living Sea»              | 1:54     |  |
| 7.                  | «The Dragon King»             | 2:19     |  |
| 8.                  | «Iron Rod»                    | 1:06     |  |
| 9.                  | «The Dragon Queen»            | 1:34     |  |
| 10.                 | «Out of the Eastern Sea»      | 1:05     |  |
| 11.                 | «Heavenly Peach Banquet»      | 3:32     |  |
| 12.                 | «Battle Into Heaven»          | 3:30     |  |
| 13.                 | «O Mi to Fu»                  | 0:57     |  |
| 14.                 | «Buddha's Palm»               | 1:15     |  |
| 15.                 | «Whisper»                     | 2:17     |  |
| 16.                 | «Tripitaka's Curse»           | 1:22     |  |
| 17.                 | «Confessions of a Pig»        | 3:21     |  |
| 18.                 | «Sandy the River Demon»       | 2:16     |  |
| 19.                 | «March of the Volunteers»     | 1:52     |  |
| 20.                 | «The White Skeleton Demon»    | 1:34     |  |
| 21.                 | «Monk's Funeral»              | 1:39     |  |
| 22.                 | «Monk's Song»                 | 1:46     |  |
| 23.                 | «I Love Buddha»               | 2:43     |  |
| 24.                 | «March of the Iron Army»      | 2:45     |  |
| 25.                 | «Volcano»                     | 1:08     |  |
| 26.                 | «Pigsy in Space»              | 2:16     |  |
| 27.                 | «Monkey Bee»                  | 5:01     |  |
| 28.                 | «Disappearing Volcano»        | 6:09     |  |